# Delavan (Wisconsin)
Delavan è una città degli Stati Uniti d'America, situata in Wisconsin, nella Contea di Walworth.